# Залькинд, Юлий Сигизмундович
Ю́лий Сигизму́ндович За́лькинд (2 декабря 1875, Вильна — 23 ноября 1948, Ленинград) — русский и советский химик-органик, профессор, заведующий кафедрой органической химии Пермского университета (1918—1920) и Ленинградского технологического института, заслуженный деятель науки и техники РСФСР (1947).

## Биография
Родился 2 (14) декабря 1875 года в Вильне в семье провизора, почётного гражданина Зелика Зельмановича (Зигмунда Соломоновича) Залькинда (1824—1885) и Эрнестины Гиршевны Залькинд (1835—?). Учился во 2-й виленской гимназии в одном классе с Мстиславом Добужинским, с которым был дружен; выпускник 1894 года с золотой медалью. В 1898 году окончил Императорский Санкт-Петербургский университет. Ученик А. Е. Фаворского.
С 1899 году работал в Петербургском технологическом институте. С 1903 года читал курс химии в Петербургском технологическом институте. Профессор (с 1930 года).
Преподаватель Высших Женских политехнических курсов (в 1915 году преобразованы в Женский политехнический институт, в 1918 году — во Второй Петроградский политехнический институт). 12 декабря 1917 года Совет Пермского университета избрал приват-доцента Петроградского университета Ю. С. Залькинда на должность ординарного профессора по кафедре органической химии.
С января 1918 по январь 1920 — основатель и заведующий кафедрой органической химии Пермского университета (затем передал эту должность Г. А. Арбузову).
В июне 1918 года вместе с профессорами В. Э. Крусманом, М. В. Птухой, Б. Д. Грековым и ст. ассистентом Гульбисом был командирован в Москву на съезд деятелей высших учебных заведений по вопросам реформы высшей школы. А 6 сентября 1918 года советом физико-математического факультета он был избран секретарем факультета.
В 1918–1919 учебном году выезжал в Петроград и Вильно для закупки книг, приборов, химреактивов. Летом 1919 года (в «вакационное время») Ю. С. Залькинд был командирован в Томск, на уральские заводы. Во время эвакуации в Томск читал курс химии белков, химии терпенов и химии соединений ароматического ряда. Осенью и зимой 1920–1921 учебного года — в Петроград и Москву для научной работы и с целью оборудования лабораторий.
После возвращения профессуры университета из Томска и Иркутска в 1920 году в силу острой нехватки кадров Ю. С. Залькинду было поручено восстановить работу кафедры неорганической и аналитической химии. Работая в Пермском университете, опубликовал «Лекции по органической химии» (1920). 20 января 1921 года покинул Пермь в связи с избранием  профессором Петроградского 2-го политехнического института.
С 1930 года — профессор, с 1934 года — заведующий кафедрой органической химии Ленинградского технологического института.
Скончался в 1948 году. Похоронен в Санкт-Петербурге на Литераторских мостках Волковского кладбища.

## Семья
Брат — Вильгельм Зелигович (Сигизмундович) Залькинд (1859—?), доктор медицины (1891), старший врач Виленского еврейского госпиталя. У него были также брат Осип (Иосиф, 1862—?) и сестра Александра (1862—1942).
Племянник — Сигизмунд Натанович Валк, историк.

## Научная деятельность
Работы относятся к синтезу органической химии:
- Исследования в области каталитического гидрирования ацетиленовых производных в присутствии коллоидного палладия и платиновой черни (1913); установил влияние положения заместителя в основной цепи на скорость гидрирования.
- Большая группа исследований посвящена магнийорганическим соединениям. Ряд работ посвящён изучению ароматических многоядерных производных.
- Впервые получил йод-фенантрен (1927), предложил оригинальный способ синтеза фенантриламинов из фенатролов.
- Синтезировал и изучил (1930—1935) ряд непредельных соединений, близких витамину А.
- Работы в области синтеза различных растворителей, пластификаторов и пластмасс.
- Получил геометрические изомеры гликолей и эритритов ацетиленового и диацетиленового рядов.

По его методам организовано производство камфары (из скипидара), тетрахлорфталевой кислоты, стирола и т. п.

## Награды и звания
- Орден Трудового Красного Знамени.
- Заслуженный деятель науки и техники РСФСР (1947).

## Избранные работы
- О действии магния на эфиры галоидозамещенных карбоновых кислот. СПб. 1913 г.
- Ацетилен и его применение. Л. 1925 г.;
- Химия циклических соединений. Л. 1937 г. (4-е изд.)
- Химия органических соединений с открытой цепью. Л. 1937 г. (4-е изд.)
- Органическая химия. Учебник. 1934 г.